# Pierre Joseph Dubois

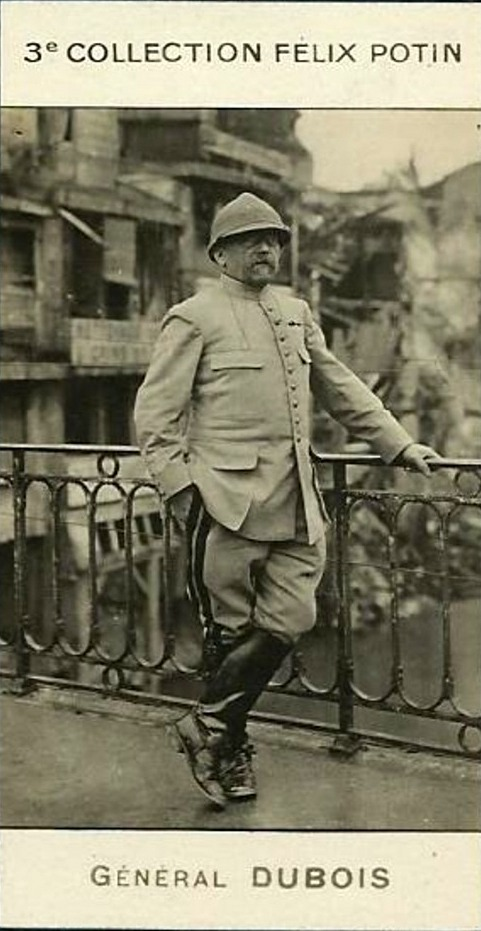
Dubois während des Ersten Weltkriegs

Pierre Joseph Louis Alfred Dubois (* 21. November 1852 in Sedan; † 17. Januar 1924 in Tours) war ein französischer Général de division.

## Leben
Dubois machte 1874 seinen Anschluss an der Militärschule Saint-Cyr und kam anschließend ins 24e régiment de dragons. Bis 1884 diente er in diesem und weiteren Dragonerregimentern sowie anschließend im 4e régiment de chasseurs d’afrique, bevor er 1886 einen Posten im Stab der 6e division de cavalerie bekam. Bis dahin hatte er sowohl die Kavallerieschule Saumur als auch die École supérieure de guerre absolviert. Letztere schloss er auf dem 6. Platz von 66 Absolventen ab. Zudem hatte er mit den chasseurs d’afrique in Algerien und Tunesien gedient und im Kampf gegen Aufständische gestanden. 1889 wechselte er dann ins 3e régiment de hussards, bevor er 1890 eine Stelle als Professor für angewandte Taktik an der École supérieure de guerre erhielt.
Ab 1897 war er Eskadronschef im 21e und im 13e régiment de chasseurs à cheval, anschließend ab 1901 Kommandant der Kavallerieschule Saumur im Rang eines Colonel. 1905 wurde er im Rang eines Général de brigade Direktor der Kavallerie im Kriegsministerium. Im Mai 1909 erhielt er die Beförderung zum Général de division und den Befehl über die 1re division de cavalerie. Zugleich war er Mitglied des technischen Komitees der Kavallerie.
Ab 1913 befehligte Dubois das IX. Armeekorps mit Sitz in Tours, als dessen Kommandant er auch in den Ersten Weltkrieg zog. Es kämpfte im August 1914 in den Grenzschlachten in den Ardennen und im September während der Schlacht an der Marne bei den Saint-Gond-Sümpfen sowie in der anschließenden Schlacht an der Aisne. Im Oktober wurde es nach Norden verlegt, um in der Ersten Flandernschlacht eingesetzt zu werden. Es blieb bis zur Ablösung Dubois’ im März 1915 im Ypernbogen.
Am 13. März 1915 trat Dubois an die Spitze der 6. Armee, die im Raum Compiègne südlich der Somme stand. Im Februar 1916 zur Disposition gestellt, erhielt er im Juni eine neue Verwendung als Kommandant der 5. Militärregion in Orléans. Im April 1917 in die Reserve versetzt, wurde er im Sommer 1917 nochmals für einige Monate reaktiviert und übernahm den Befehl der 11. Militärregion in Nantes. Hier bereitete er die Ankunft amerikanischer Truppen in den Häfen Brest und Saint-Nazaire vor.
Dubois war seit November 1914 Großoffizier der Ehrenlegion. Er war ferner Träger des Ordre des Palmes Académiques und Commandeur des Ordens vom Schwarzen Stern, neben weiteren in- und ausländischen Auszeichnungen. Er starb 1924 im Alter von 71 Jahren.